# Campionato del mondo di scacchi rapidi
Il Campionato del mondo di scacchi rapidi è un torneo volto a determinare il campione del mondo di scacchi con cadenza rapida (rapid nella nomenclatura internazionale). Dal 2012 il torneo si svolge in concomitanza con l'edizione femminile e con il Mondiale Blitz assoluto e femminile in un unico evento denominato FIDE World Rapid and Blitz Chess Championships.

## Storia
Prima del 2003 si svolsero alcuni tornei il cui vincitore veniva dichiarato "campione del mondo di scacchi rapid", ma non erano riconosciuti dalla FIDE. In ottobre 2003 la FIDE organizzò il primo campionato del mondo rapid (World Rapid Chess Championship) a Cap d'Agde in Francia. Organizzato con la formula dell'eliminazione diretta, vi parteciparono 16 dei più forti giocatori del momento, tra cui il Campione del mondo FIDE Ruslan Ponomarëv, Viswanathan Anand e Vladimir Kramnik. Ponomarëv perse nel primo turno contro Anand, che poi vinse il torneo prevalendo su Kramnik nella finale.
In maggio 2012 la FIDE annunciò che il primo Campionato del mondo rapid e blitz si sarebbe svolto ad Astana in Kazakistan dal 1° all'11 luglio 2012. Il tempo a disposizione di ciascun giocatore nel torneo rapid era fissato in 15 minuti più un incremento di 10 secondi per ogni mossa. A partire da tale torneo la FIDE iniziò ad assegnare un punteggio Elo rapid e blitz ad ogni giocatore partecipante a tornei con tali tempi di gioco.
Dal 2015 il campionato si svolge con il sistema svizzero tra oltre 100 giocatori. In caso di parità, lo spareggio viene determinato dalla media Elo degli avversari. Ai primi tre classificati viene assegnata rispettivamente una medaglia d'oro, d'argento e di bronzo. L'edizione 2020 non si è svolta a causa delle problematiche legate alla Pandemia di COVID-19. Quella 2021 era inizialmente previsto si giocasse a Nur-Sultan, ma le restrizioni introdotte in dicembre in Kazakistan hanno reso necessaria la ricerca di una nuova sede, che la FIDE ha assegnato a Varsavia. Il torneo si conclude con uno spareggio fra Jan Nepomnjaščij e Nodirbek Abdusattorov, vinto da quest'ultimo per 1,5 a 0,5.
Il 2022 vede il ritorno di Carlsen alla vittoria, la sua quarta iridata per la cadenza rapid. Ad Almaty, in Kazakistan, il norvegese all'ultimo turno è a 9 punti pari merito con il giovane tedesco Vincent Keymer e il russo Vladislav Artemiev, ma dopo aver liquidato l'iraniano Parham Maghsoodloo in 26 mosse staccherà gli avversari, scongiurando l'eventualità di uno spareggio a tempi veloci.  Il tedesco non riesce ad andare oltre la patta contro il campione del mondo blitz in carica Maxime Vachier-Lagrave, ma riesce a conservare il secondo gradino del podio, il russo invece patisce la sconfitta contro il già candidato al titolo mondiale Fabiano Caruana, il quale conquisterà il gradino più basso del podio proprio ai danni del grande maestro russo. Nel femminile il titolo viene assegnato con lo spareggio tra la kazaka Dinara Säduakasova e la cinese Tan Zhongyi che finiscono entrambe il torneo intesta a 8,5 punti. Il titolo mondiale rapid femminile andrà però alla cinese che vince il mini-match di spareggio per 1,5-0,5.

## Edizioni

### Campionato open
| Anno | Città           | Oro                   | Argento              | Bronzo                         | Tempo         | Turni         |
| ---- | --------------- | --------------------- | -------------------- | ------------------------------ | ------------- | ------------- |
| 2003 | Cap d'Agde      | Viswanathan Anand     | Vladimir Kramnik     | Aleksandr Griščuk Pëtr Svidler | 25'+10"       | e.d.          |
| 2012 | Astana          | Sergej Karjakin       | Magnus Carlsen       | Veselin Topalov                | 15'+10"       | 15            |
| 2013 | Chanty-Mansijsk | Şəhriyar Məmmədyarov  | Jan Nepomnjaščij     | Aleksandr Griščuk              | 15'+10"       | 15            |
| 2014 | Dubai           | Magnus Carlsen        | Fabiano Caruana      | Viswanathan Anand              | 15'+10"       | 15            |
| 2015 | Berlino         | Magnus Carlsen        | Jan Nepomnjaščij     | Teymur Rəcəbov                 | 15'+10"       | 15            |
| 2016 | Doha            | Vasyl' Ivančuk        | Aleksandr Griščuk    | Magnus Carlsen                 | 15'+10"       | 15            |
| 2017 | Riad            | Viswanathan Anand     | Vladimir Fedoseev    | Jan Nepomnjaščij               | 15'+10"       | 15            |
| 2018 | San Pietroburgo | Daniil Dubov          | Şəhriyar Məmmədyarov | Hikaru Nakamura                | 15'+10"       | 15            |
| 2019 | Mosca           | Magnus Carlsen        | ʿAlīreżā Firūzjāh    | Hikaru Nakamura                | 15'+10"       | 15            |
| 2020 | non disputato   | non disputato         | non disputato        | non disputato                  | non disputato | non disputato |
| 2021 | Varsavia        | Nodirbek Abdusattorov | Jan Nepomnjaščij     | Magnus Carlsen                 | 15'+10"       | 13            |
| 2022 | Almaty          | Magnus Carlsen        | Vincent Keymer       | Fabiano Caruana                | 15'+10"       | 13            |
| 2023 | Samarcanda      | Magnus Carlsen        | Vladimir Fedoseev    | Yu Yangyi                      | 15'+10"       | 13            |
| 2024 | New York        | Volodar Murzin        | Aleksandr Griščuk    | Jan Nepomnjaščij               | 15'+10"       | 13            |
| 2025 | Doha            |                       |                      |                                |               |               |

### Campionato femminile
| Anno | Città           | Oro                  | Argento              | Bronzo                | Tempo         | Turni         |
| ---- | --------------- | -------------------- | -------------------- | --------------------- | ------------- | ------------- |
| 1992 | Budapest        | Zsuzsa Polgár        | Zsófia Polgár        | Majja Čiburdanidze    |               | 16            |
| 2012 | Batumi          | Antoaneta Stefanova  | Aleksandra Kostenjuk | Humpy Koneru          | 25'+10"       | 11            |
| 2013 | non disputato   | non disputato        | non disputato        | non disputato         | non disputato | non disputato |
| 2014 | Chanty-Mansijsk | Kateryna Lahno       | Aleksandra Kostenjuk | Ol'ga Girja           | 15'+10"       | 15            |
| 2015 | non disputato   | non disputato        | non disputato        | non disputato         | non disputato | non disputato |
| 2016 | Doha            | Anna Muzyčuk         | Aleksandra Kostenjuk | Nana Dzagnidze        | 15'+10"       | 12            |
| 2017 | Riad            | Ju Wenjun            | Lei Tingjie          | Elisabeth Pähtz       | 15'+10"       | 15            |
| 2018 | San Pietroburgo | Ju Wenjun            | S. Khademalsharieh   | Aleksandra Gorjačkina | 15'+10"       | 12            |
| 2019 | Mosca           | Humpy Koneru         | Lei Tingjie          | Ekaterina Atalik      | 15'+10"       | 12            |
| 2020 | non disputato   | non disputato        | non disputato        | non disputato         | non disputato | non disputato |
| 2021 | Varsavia        | Aleksandra Kostenjuk | Bıbisara Asaubaeva   | Valentina Gunina      | 15'+10"       | 11            |
| 2022 | Almaty          | Tan Zhongyi          | Dinara Säduakasova   | Savitha Shri B        | 15'+10"       | 11            |
| 2023 | Samarcanda      | Anastasija Bodnaruk  | Humpy Koneru         | Lei Tingjie           | 15'+10"       | 11            |
| 2024 | New York        | Humpy Koneru         | Ju Wenjun            | Kateryna Lagno        | 15'+10"       | 11            |
| 2025 | Doha            |                      |                      |                       | 15'+10"       | 11            |

## Medagliere

### Open
Aggiornato alla edizione 2024.
| Posiz. | Nazione         | Oro | Argento | Bronzo | Totale |
| ------ | --------------- | --- | ------- | ------ | ------ |
| 1      | Norvegia        | 5   | 1       | 2      | 8      |
| 2      | Russia          | 2   | 5       | 4      | 11     |
| 3      | India           | 2   | 0       | 1      | 3      |
| 4      | Atleti neutrali | 1   | 2       | 1      | 4      |
| 5      | Azerbaigian     | 1   | 1       | 1      | 3      |
| 6      | Ucraina         | 1   | 0       | 0      | 1      |
| 6      | Uzbekistan      | 1   | 0       | 0      | 1      |
| 8      | Italia          | 0   | 1       | 0      | 1      |
| 8      | CFR             | 0   | 1       | 0      | 1      |
| 8      | Germania        | 0   | 1       | 0      | 1      |
| 8      | Slovenia        | 0   | 1       | 0      | 1      |
| 12     | Stati Uniti     | 0   | 0       | 3      | 3      |
| 13     | Cina            | 0   | 0       | 1      | 1      |
| 13     | Bulgaria        | 0   | 0       | 1      | 1      |
| Totale | Totale          | 13  | 13      | 14     | 40     |

### Femminile
Aggiornato alla edizione 2024.
| Posiz. | Nazione         | Oro | Argento | Bronzo | Totale |
| ------ | --------------- | --- | ------- | ------ | ------ |
| 1      | Cina            | 3   | 3       | 1      | 7      |
| 2      | India           | 2   | 2       | 2      | 6      |
| 3      | Ucraina         | 2   | 0       | 0      | 2      |
| 4      | Ungheria        | 1   | 1       | 0      | 2      |
| 5      | CFR             | 1   | 0       | 1      | 2      |
| 5      | Atleti neutrali | 1   | 0       | 1      | 2      |
| 7      | Bulgaria        | 1   | 0       | 0      | 1      |
| 8      | Russia          | 0   | 3       | 2      | 5      |
| 9      | Kazakistan      | 0   | 2       | 0      | 2      |
| 10     | Iran            | 0   | 1       | 0      | 1      |
| 11     | Georgia         | 0   | 0       | 2      | 2      |
| 12     | Germania        | 0   | 0       | 1      | 1      |
| 12     | Turchia         | 0   | 0       | 1      | 1      |
| Totale | Totale          | 11  | 11      | 11     | 33     |